# Ommoy
Ommoy ([ɔmwa] ) ist eine französische Gemeinde mit 109 Einwohnern (Stand: 1. Januar 2022) im Département Orne in der Region Normandie (vor 2016 Basse-Normandie). Sie gehört zum Arrondissement Argentan und ist Mitglied im Gemeindeverband Terres d’Argentan Interco. Die Einwohner werden Ommoyens und Ommoyennes genannt.

## Geografie

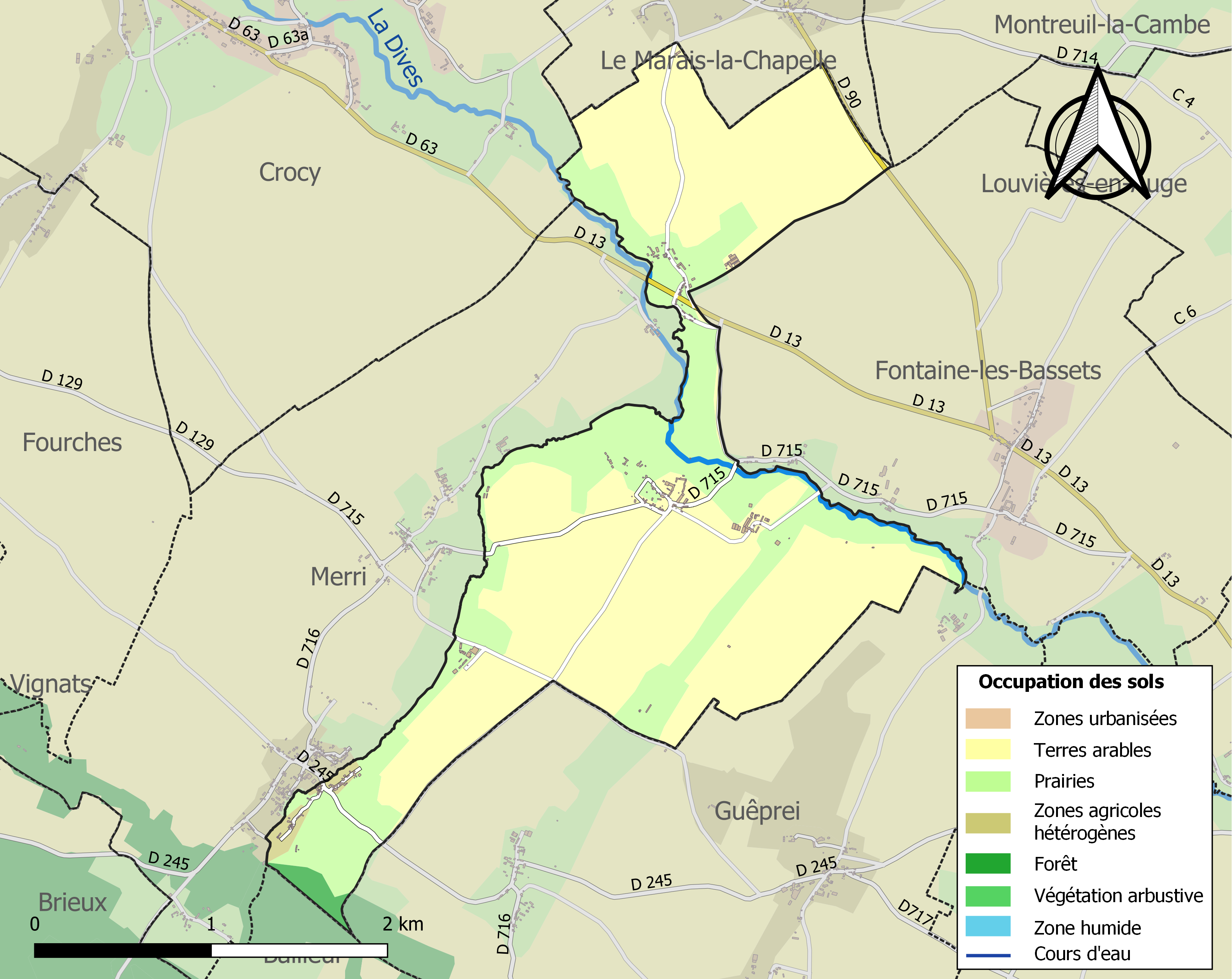
Bodennutzung, Hydrografie und Infrastruktur der Gemeinde (2018)

Ommoy liegt etwa 12 Kilometer nördlich von Argentan und etwa 48 Kilometer nordnordwestlich von Alençon in der Région naturelle Pays d’Auge an der Grenze zum benachbarten Département Calvados. Die Dives durchströmt mit ihren Flussarmen das Gemeindegebiet. Die Gemeinde wird außerdem vom Flüsschen Douit entwässert, das Ommoy im Südwesten abschnittsweise begrenzt, und vom Flüsschen Meillon, die als linke Nebenflüsse in die Dives münden. Das Zentrum der Gemeinde liegt auf einer Höhe von etwa 85 m. Das Relief des Gebiets fällt auf Höhen von unter 65 m im Flussbett der Dives bei ihrem Austritt aus dem Gemeindegebiet ab und steigt auf über 165 m im äußersten Südwesten an.
Teile des Gebiets von Ommoy gehören zur ZNIEFF-Naturzone „Talus calcaire à Fontaine-les-Bassets“ (250002617).
Rund 99 % der Fläche der Gemeinde werden landwirtschaftlich genutzt, rund 1 % ist bewaldet, insbesondere im äußersten Südwesten (Stand: 2018).
Umgeben wird Ommoy von den Nachbargemeinden Le Marais-la-Chapelle (Calvados) im Norden, Fontaine-les-Bassets im Osten und Nordosten, Guêprei im Osten und Südosten, Bailleul im Süden, Merri im Westen sowie Crocy (Calvados) im Nordwesten.

## Bevölkerungsentwicklung

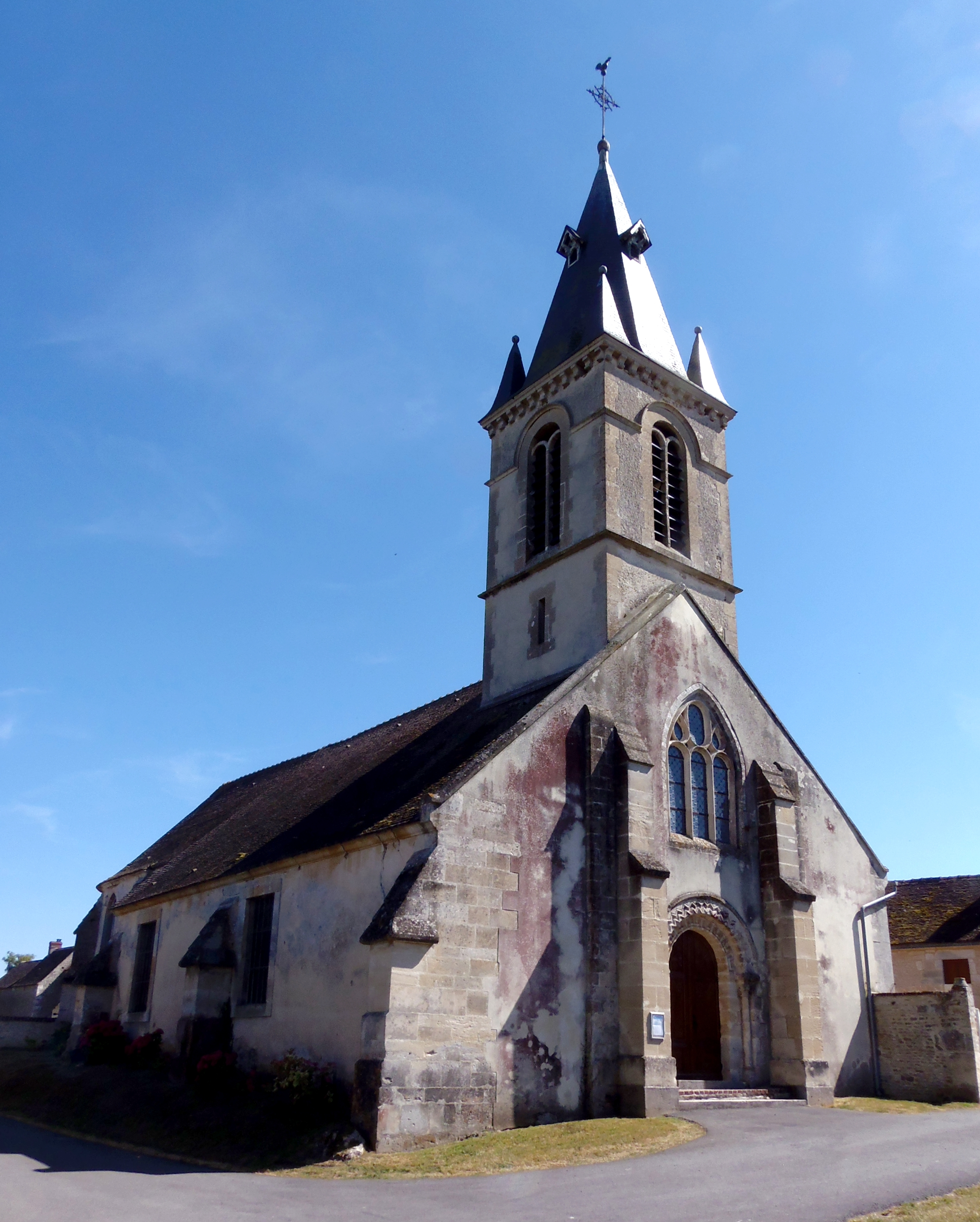
Pfarrkirche Notre-Dame-de-l’Assomption

| Ommoy: Einwohnerzahlen von 1793 bis 2020                                                                                   | Ommoy: Einwohnerzahlen von 1793 bis 2020 | Ommoy: Einwohnerzahlen von 1793 bis 2020 | Ommoy: Einwohnerzahlen von 1793 bis 2020 | Ommoy: Einwohnerzahlen von 1793 bis 2020 |
| --- | ---------------------------------------- | ---------------------------------------- | ---------------------------------------- | ---------------------------------------- |
| Jahr |                                          |                                          |                                          | Einwohner                                |
| 1793 | 1793                                     |                                          | 392                                      | 392                                      |
| 1800 | 1800                                     |                                          | 326                                      | 326                                      |
| 1806 | 1806                                     |                                          | 320                                      | 320                                      |
| 1821 | 1821                                     |                                          | 307                                      | 307                                      |
| 1836 | 1836                                     |                                          | 310                                      | 310                                      |
| 1841 | 1841                                     |                                          | 314                                      | 314                                      |
| 1846 | 1846                                     |                                          | 312                                      | 312                                      |
| 1851 | 1851                                     |                                          | 305                                      | 305                                      |
| 1856 | 1856                                     |                                          | 283                                      | 283                                      |
| 1861 | 1861                                     |                                          | 278                                      | 278                                      |
| 1866 | 1866                                     |                                          | 269                                      | 269                                      |
| 1872 | 1872                                     |                                          | 255                                      | 255                                      |
| 1876 | 1876                                     |                                          | 239                                      | 239                                      |
| 1881 | 1881                                     |                                          | 237                                      | 237                                      |
| 1886 | 1886                                     |                                          | 233                                      | 233                                      |
| 1891 | 1891                                     |                                          | 205                                      | 205                                      |
| 1896 | 1896                                     |                                          | 184                                      | 184                                      |
| 1901 | 1901                                     |                                          | 172                                      | 172                                      |
| 1906 | 1906                                     |                                          | 165                                      | 165                                      |
| 1911 | 1911                                     |                                          | 162                                      | 162                                      |
| 1921 | 1921                                     |                                          | 154                                      | 154                                      |
| 1926 | 1926                                     |                                          | 144                                      | 144                                      |
| 1931 | 1931                                     |                                          | 133                                      | 133                                      |
| 1936 | 1936                                     |                                          | 151                                      | 151                                      |
| 1946 | 1946                                     |                                          | 137                                      | 137                                      |
| 1954 | 1954                                     |                                          | 156                                      | 156                                      |
| 1962 | 1962                                     |                                          | 142                                      | 142                                      |
| 1968 | 1968                                     |                                          | 133                                      | 133                                      |
| 1975 | 1975                                     |                                          | 119                                      | 119                                      |
| 1982 | 1982                                     |                                          | 76                                       | 76                                       |
| 1990 | 1990                                     |                                          | 95                                       | 95                                       |
| 1999 | 1999                                     |                                          | 89                                       | 89                                       |
| 2006 | 2006                                     |                                          | 117                                      | 117                                      |
| 2013 | 2013                                     |                                          | 121                                      | 121                                      |
| 2020 | 2020                                     |                                          | 113                                      | 113                                      |
| Quelle(n): EHESS/Cassini bis 1999, INSEE ab 2006 Anmerkung(en): Ab 1962 offizielle Zahlen ohne Einwohner mit Zweitwohnsitz |                                          |                                          |                                          |                                          |

## Sehenswürdigkeiten
- Pfarrkirche Notre-Dame-de-l’Assomption aus dem 12. Jahrhundert
- Schloss aus dem 18. Jahrhundert

## Verkehr
Ommoy liegt abseits größerer Verkehrsachsen. Die Departementsstraße D 13 führt im Nordwesten nach Crocy im Département Calvados, im Südosten nach Trun, die D 90 / D 13E nördlich nach Le Marais-la-Chapelle und östlich nach Fontaine-les-Bassets. Die nachgeordnete Departementsstraße D 715 und lokale Landstraßen verbinden das Zentrum mit den Weilern der Gemeinde und den Nachbargemeinden.